# باشگاه فوتبال برویک رنجرز
باشگاه فوتبال برویک رنجرز (انگلیسی: Berwick Rangers F.C.) یک باشگاه فوتبال بریتانیایی است که در سال 1881 تأسیس شد و در دسته سوم اسکاتلند  بازی می‌کند.